# Küre
Küre es una aldea en el distrito de Alaca de la provincia de Çorum en Turquía. Su población es de 220 (2022).